# Toro Farnesio

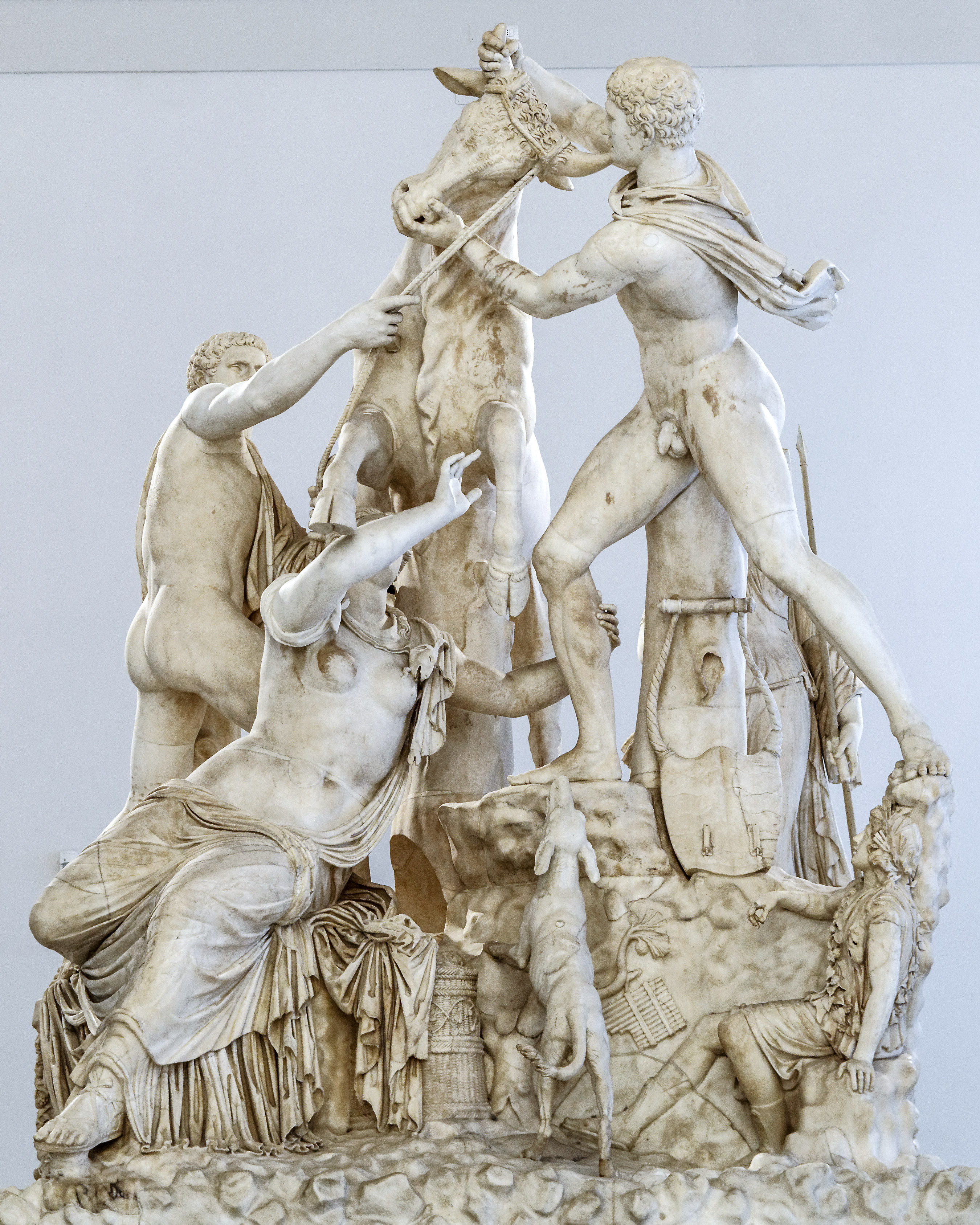
La escultura en el Museo Arqueológico de Nápoles.

Toro Farnesio  es la denominación historiográfica de la mayor escultura en bulto redondo de la antigüedad clásica que ha llegado hasta la actualidad (más de cuatro metros de altura y más de tres metros de lado en la base, con un peso de 24 toneladas).
Se encuentra en el  Museo Arqueológico Nacional de Nápoles, en Italia.

## Tema
Su tema es el suplicio de Dirce, a la que los hijos de Antíope (Anfión y Zeto), deseando vengar las ofensas a su madre, ataron a un toro salvaje que la arrastró hasta matarla.

## Composición

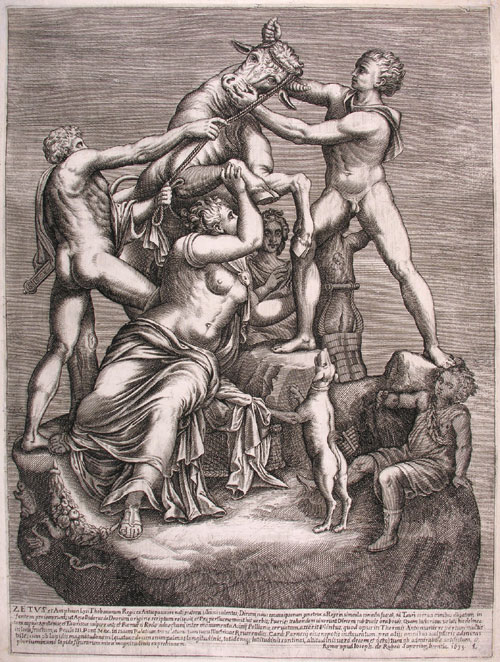
Grabados semejantes a este, datado en el año 1633, popularizaron la imagen.

La composición es piramidal, dentro de la que se establecen líneas helicoidales de tensión ascendente sobre una base paisajística (o "fondo alejandrino", al ser característica de la denominada escuela de Rodas de la escultura helenística, frente al "fondo ático" o “neoático”). Las figuras secundarias (un perro, un niño y una segunda figura femenina -que representa posiblemente a Antíope-) han sido identificadas a veces como adiciones posteriores.

## Hallazgo y traslado
Según Vasari, fue encontrada en el año 1546 en las Termas de Caracalla de Roma durante las excavaciones encargadas por el papa Pablo III con la esperanza de encontrar esculturas antiguas que adornaran su residencia familiar (el Palacio Farnesio), donde se usó como fuente. Fue restaurada de forma muy intervencionista, bajo la supervisión de Miguel Ángel por el escultor milanés Giobattista Bianchi, que añadió la cabeza del toro, la parte superior de la figura de Dirce y gran parte de las de los hermanos.
Luis XIV quiso comprarla, en vano. Heredada por Isabel de Farnesio (segunda mujer de Felipe V de España), fue trasladada en 1786 por su nieto Fernando a su reino de Nápoles. Se volvió a restaurar y se instaló en la Villa Reale. Desde 1828 se encuentra con el resto de la "colección Farnesio" en el Museo Arqueológico Nacional de Nápoles.

## La escultura en la Antigüedad

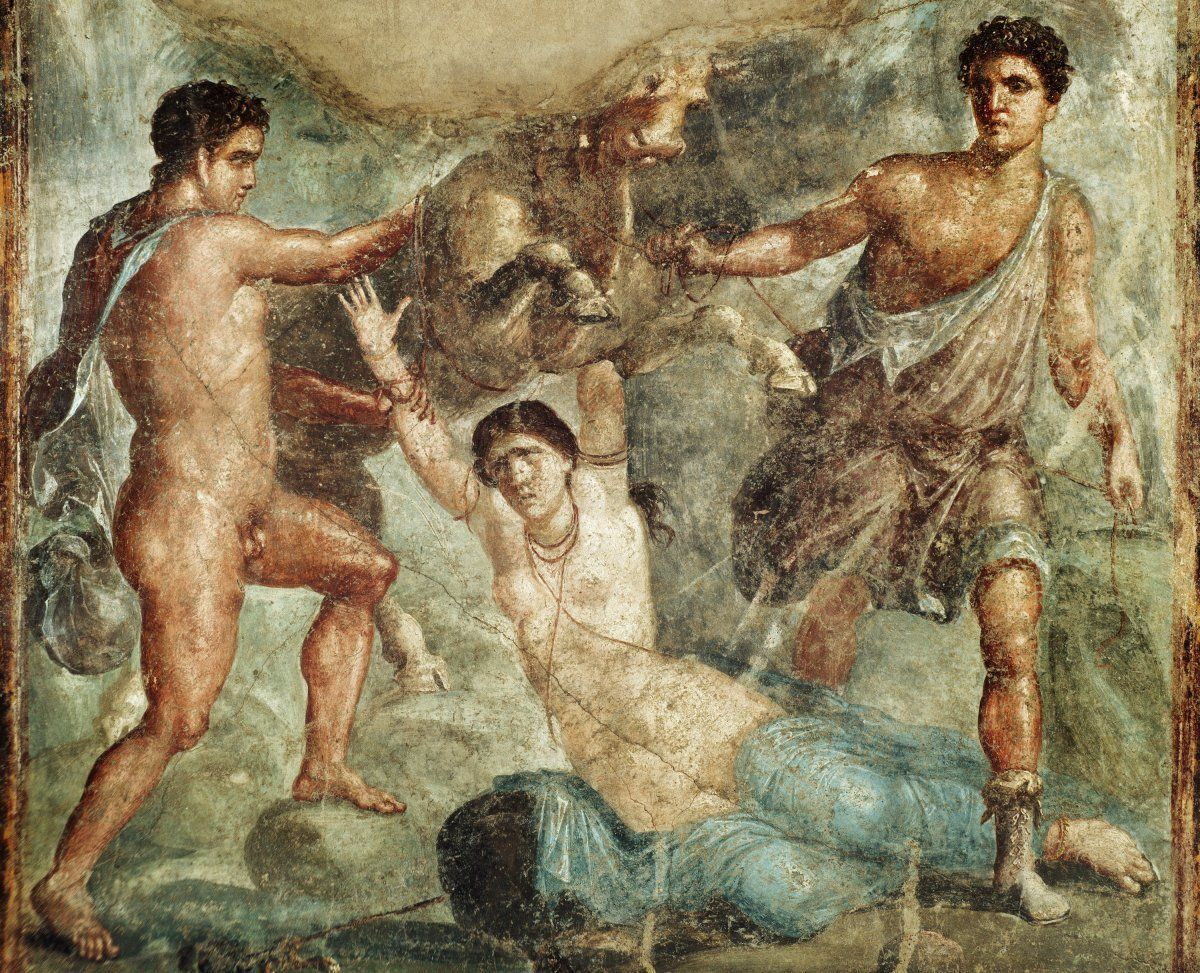
El fresco de la Casa de los Vettii en Pompeya.

Se identificó inicialmente como la escultura a la que se refirió Plinio el Viejo en su Naturalis Historia, que fue tallada en un solo bloque de mármol por los escultores Apolonio de Tralles y su hermano Taurisco, de la escuela de Rodas (ca. 130 a. C.); y fue llevada a Roma desde la isla griega de Rodas como parte de la fabulosa colección de arte y esculturas propiedad de Gayo Asinio Polión, un político romano de finales del siglo I a. C., que las exhibía en su famosa biblioteca (no debe confundirse con los Hortii Asiniani). En algún momento fue expuesta en la Domus Aurea. La obra fue muy estimada e imitada, existiendo un fresco pompeyano con la misma composición (en la Casa de los Vettii) y varios mosaicos (hallados en Écija, Sagunto y Pola).
Actualmente se considera que muy probablemente la escultura hallada en las Termas de Caracalla no es el original griego, sino una versión romana tardía y muy restaurada, con adiciones que desvirtuarían la composición inicial; aunque se sigue apreciando el fuerte dinamismo que proporciona la forma serpentinata y el gran realismo animalístico.

## Juicios de autores modernos
Federico Zuccaro la describió como maraviglioso monte di marmo.
Charles de Brosses: 

Aquí la acción, las expresiones, las actitudes, son de gran fogosidad y de un gran estilo griego; la ejecución tiene, por lo demás, algo de rudeza y de grosería que desagrada. Si se la coloca en la primera clase de las esculturas antiguas es más bien por el tamaño de la obra y por su ejecución prodigiosa que por cualquier otra razón.

Francesco Milizia:

También este mármol está bien trabajado. Pero el que no se deje seducir de la magnitud, ni de la multiplicidad de las figuras, ni del artificio de la mano en gran parte moderna, estimará poco una obra de expresión confusa y enigmática a lo menos para nosotros. ¿Qué será pues de tantos grupos antiguos y tantos mausoleos modernos?